# Informationsstand

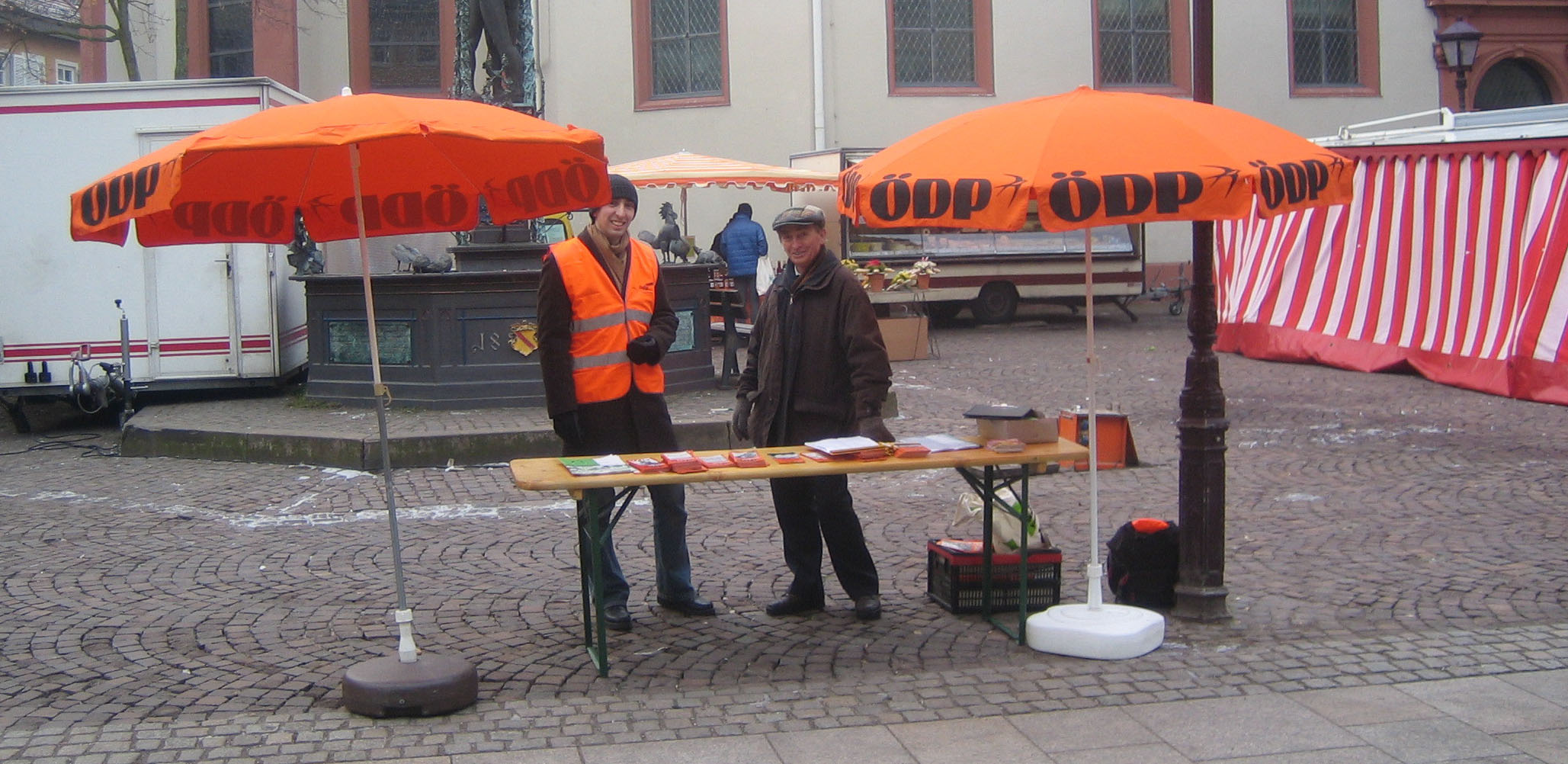
Infostand der ÖDP (Karlsruhe, 2006)

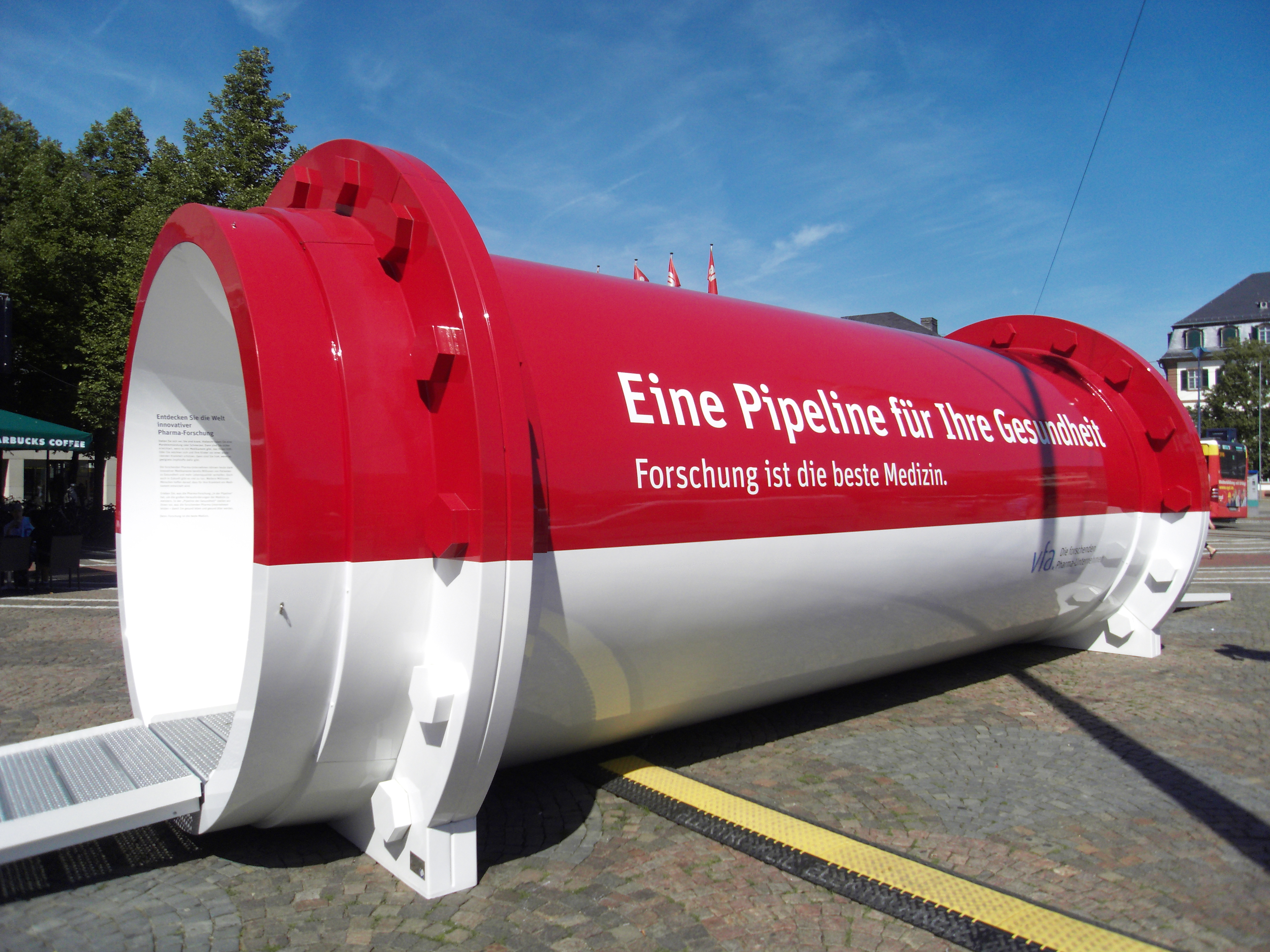
Infostand der Pharma-Forschung (Darmstadt, 2010)

Ein Informationsstand, Infotisch oder Werbestand ist eine temporär eingerichtete Station, die dazu dient, Informationen oder Werbung in Form von Broschüren oder Flugblättern zu verteilen. Dabei kann es sich um Material zu religiösen oder politischen genauso wie zu gesellschaftlichen Themen handeln; Betreiber sind beispielsweise Lobbygruppen, politische Parteien, religiöse Verbände oder Nichtregierungsorganisationen. Ziel ist, anders als bei einer Demonstration, nicht die freie Meinungsäußerung, sondern die Kommunikation mit Passanten oder potentiellen Kunden, Förderern und Wählern. Infostände werden deshalb meist an von Fußgängern stark frequentierten Orten wie Einkaufspassagen, Fußgängerzonen, Straßenfesten oder auf Messen speziell als Messestand eingerichtet, wo andere Bedingungen gelten als im öffentlichen Raum. Oft bestehen die Stände schlicht aus einem Tisch als Ablagefläche und einem Schirm oder Pavillon, der als Wetterschutz und Blickfang dient. Informationsstände dürfen jedoch keinem rein kommerziellen Zweck dienen: Der Verkauf von Artikeln wird von den städtischen Behörden, die für die Genehmigung von Infoständen zuständig sind, verboten oder nur in geringem Rahmen und zum Selbstkostenpreis gestattet. Die Erlaubnis zur Errichtung von Informationsständen wird in der Regel nur zeitlich befristet erteilt. Die Stände müssen oft darüber hinaus gewisse weitere Anforderungen erfüllen. So dürfen sie etwa eine gewisse Maximalfläche nicht überschreiten, Passanten dürfen nicht aktiv in Gespräche verwickelt werden und das Informationsmaterial darf nur am Stand selbst ausgegeben werden.